# Birling
Birling är en ort och civil parish i grevskapet Kent i sydöstra England. Orten ligger i distriktet Tonbridge and Malling, cirka 2,5 kilometer norr om West Malling och cirka 9 kilometer nordväst om Maidstone. Civil parishen hade 464 invånare vid folkräkningen år 2021.